# Notre-Dame-de-Roscudon (Pont-Croix)

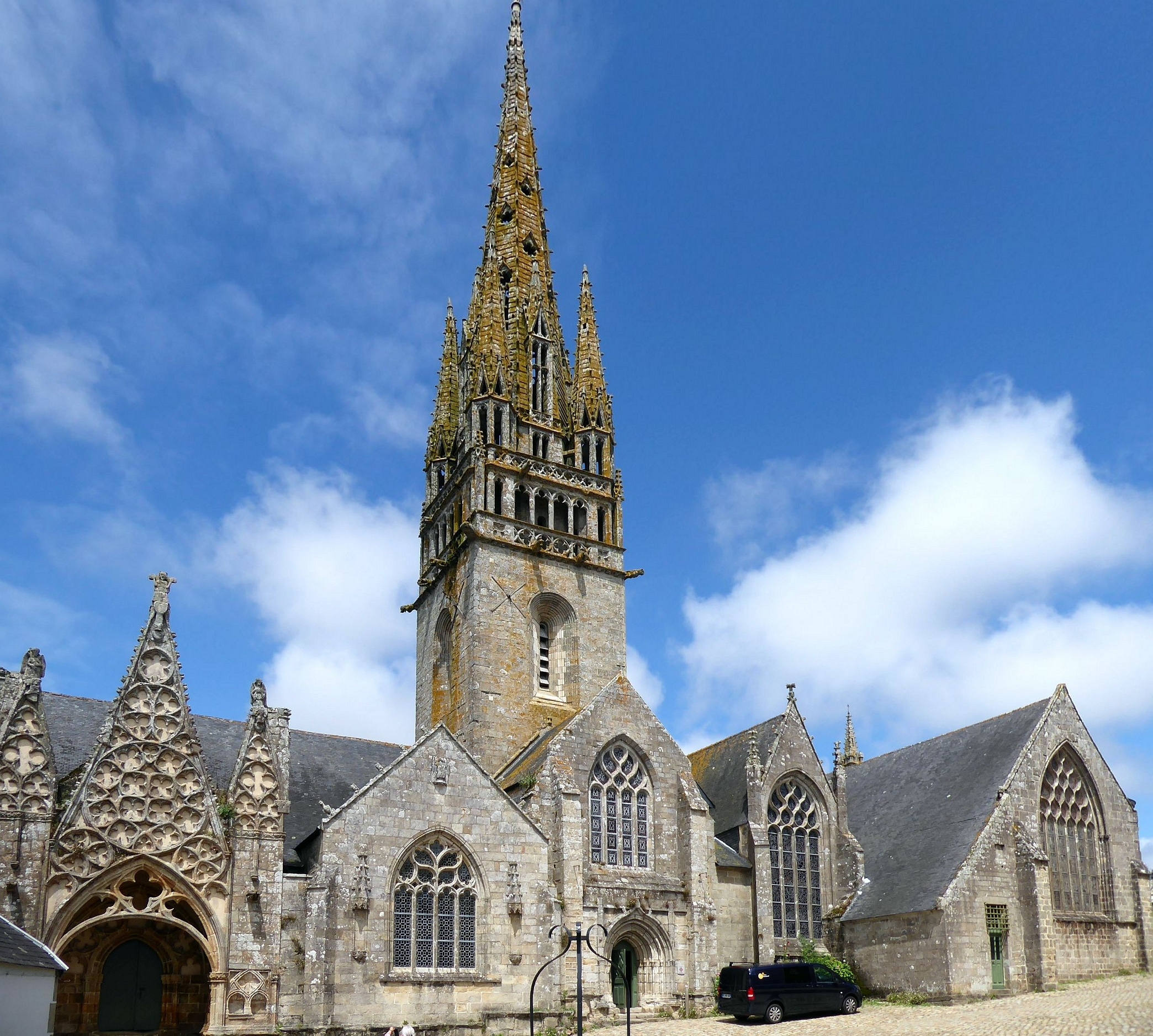
Notre-Dame-de-Roscudon

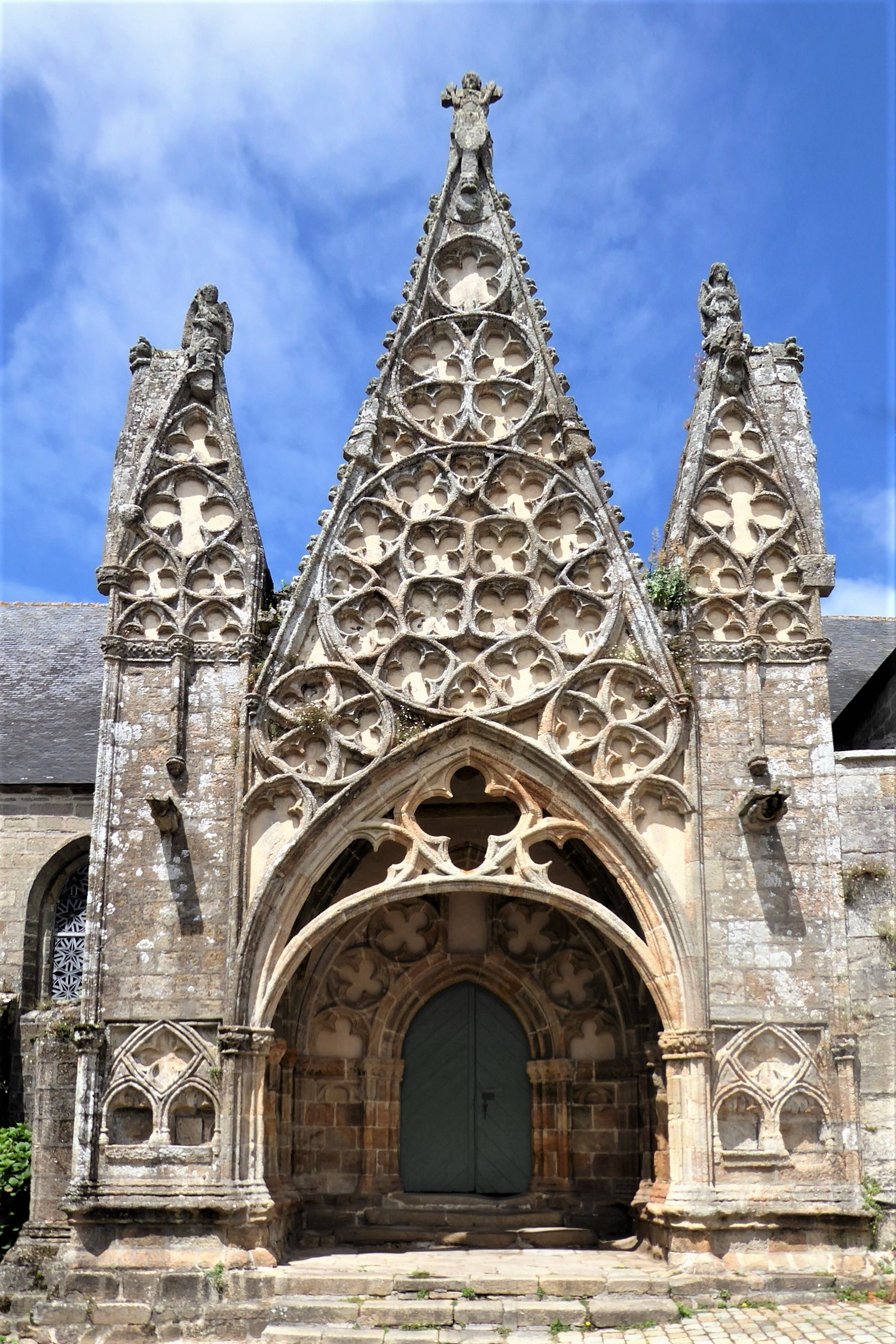
Vorhalle

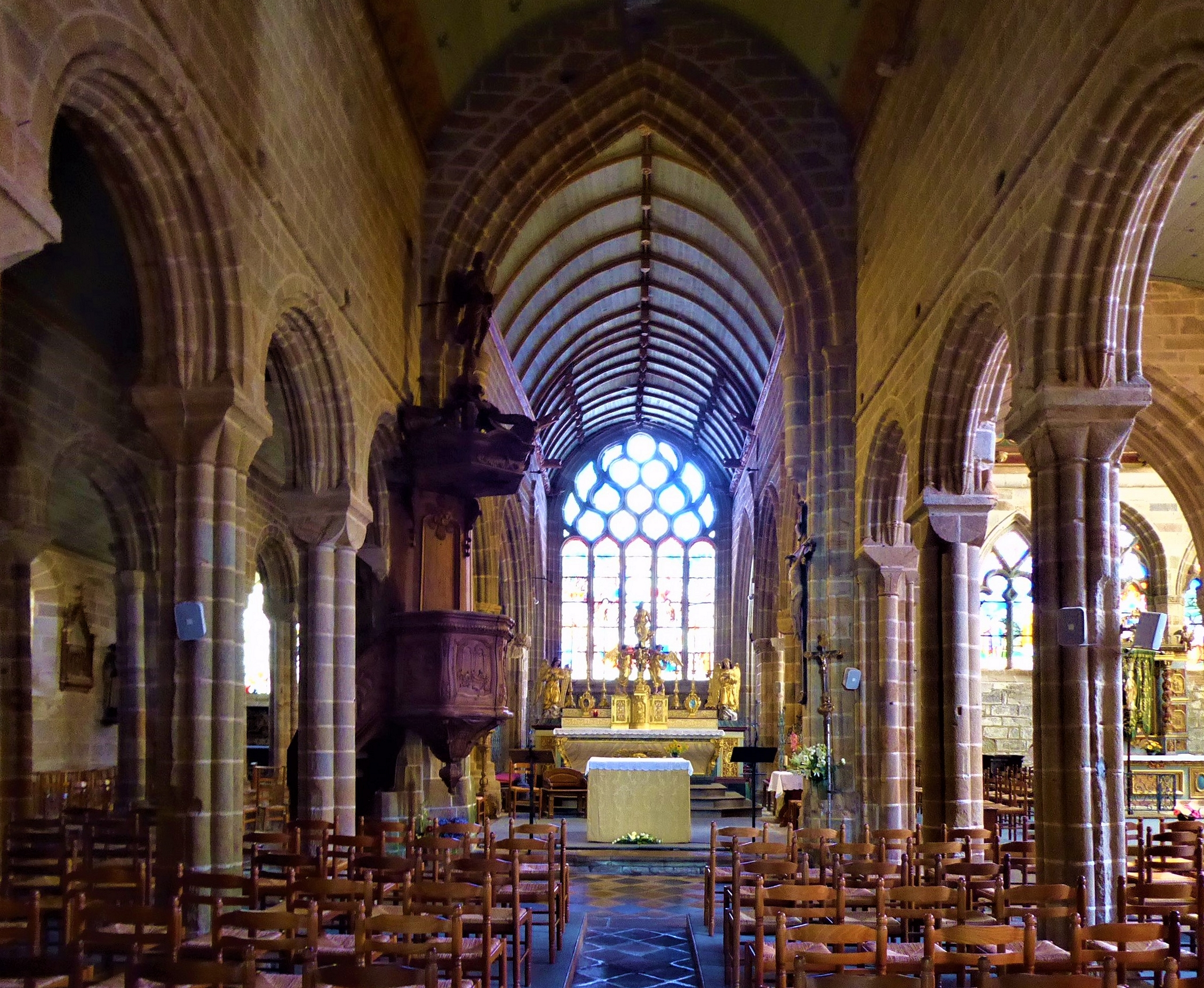
Innenraum Richtung Chor

Die römisch-katholische Kirche Notre-Dame-de-Roscudon in Pont-Croix, einer Gemeinde im Département Finistère in der französischen Region Bretagne, ist eine ehemalige Stiftskirche aus dem 13. Jahrhundert. Im 15./16. Jahrhundert wurde die Kirche im Stil der Flamboyantgotik erweitert. Die Unserer Lieben Frau gewidmete Kirche wurde im Jahr 1862 als Monument historique in die Liste der Baudenkmäler (Base Mérimée) in Frankreich aufgenommen. Die Kirche Notre-Dame gilt als das bedeutendste Werk der Bauschule von Pont-Croix, deren Namensgeber sie war.

## Geschichte
Notre-Dame-de-Roscudon geht vermutlich auf einen bereits um 1200 im Stil der späten Romanik errichteten Kirchenbau zurück, von dem noch das dreischiffige Langhaus mit seinen acht Jochen, das Querhaus und die vier westlichen Joche des Chors erhalten sind. Im 13. Jahrhundert richteten dort die Herren von Pont-Croix ein Kanonikerstift ein und ließen – wie später ihre Nachkommen aus dem Haus Rosmadec – die Kirche vergrößern. Um 1290 wurde der Chor um zwei Joche verlängert und an seiner Südseite die Rosenkranzkapelle angefügt. Ende des 14. Jahrhunderts entstand die südliche Vorhalle mit ihrem im Stil der Flamboyantgotik mit Rosetten verzierten Giebel. Um 1450 wurde über der Vierung der Glockenturm mit seiner steinernen Spitze errichtet, der 1854 als Vorbild für die Türme der Kathedrale von Quimper dienen sollte. Um diese Zeit wurde auch die Taufkapelle gebaut. In der ersten Hälfte des 16. Jahrhunderts verlängerte man den Chor um ein weiteres Joch und der ursprünglich gerade geschlossene Chor erhielt seinen polygonalen Schluss.

## Architektur
Hohe Rundbogenarkaden öffnen das Hauptschiff zu den beiden Seitenschiffen. Sie sind mit Rundstäben verziert und liegen auf Säulen auf, die von vier, sechs und acht Halbsäulen umgeben sind. Die Säulen sind mit schlichten Würfelkapitellen versehen, auf manchen sind – wie auf den Kämpferplatten – stilisierte Blätter eingemeißelt, teilweise sind zwischen den Kapitellen, am Ansatz der Archivolten und in den Bogenzwickeln kleine Köpfe ausgebildet. Der gesamte Innenraum wird von bemalten, hölzernen Tonnen überwölbt, die auf Balken mit figürlichen und ornamentalen Schnitzereien aufliegen. Im Chor ist die Decke mit holzgeschnitzten Schlusssteinen verziert.

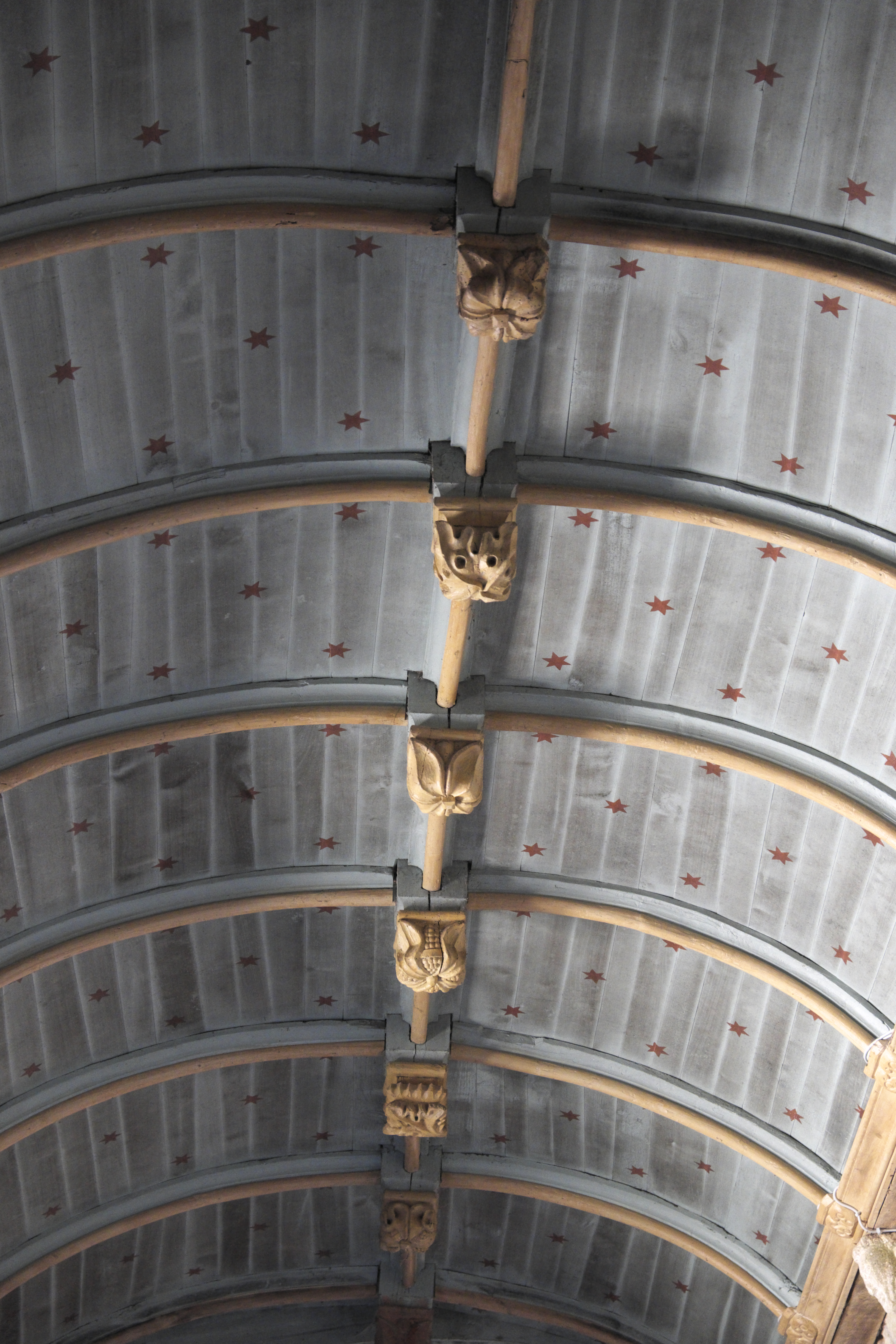
Holztonne mit Schlusssteinen
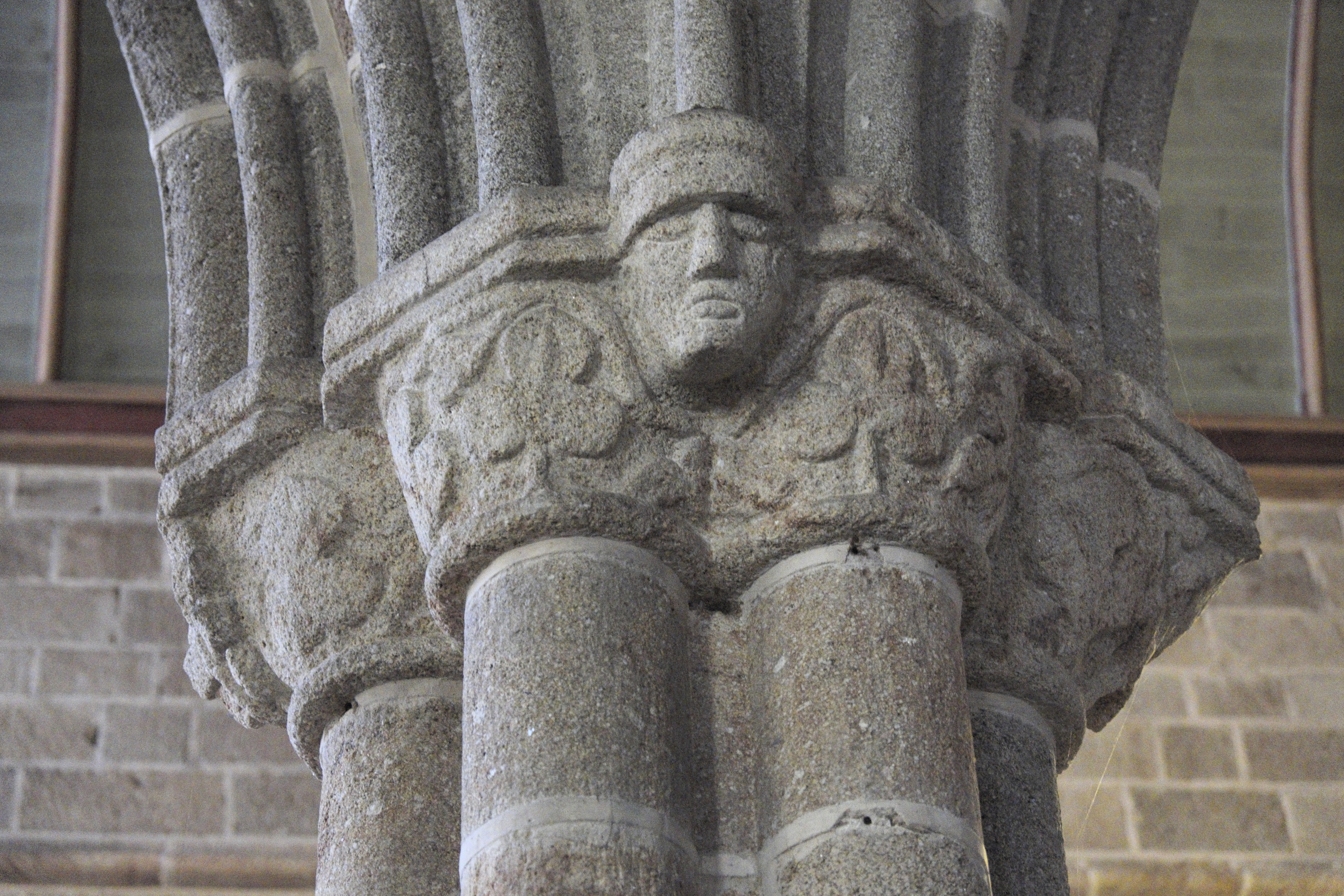
Kapitell
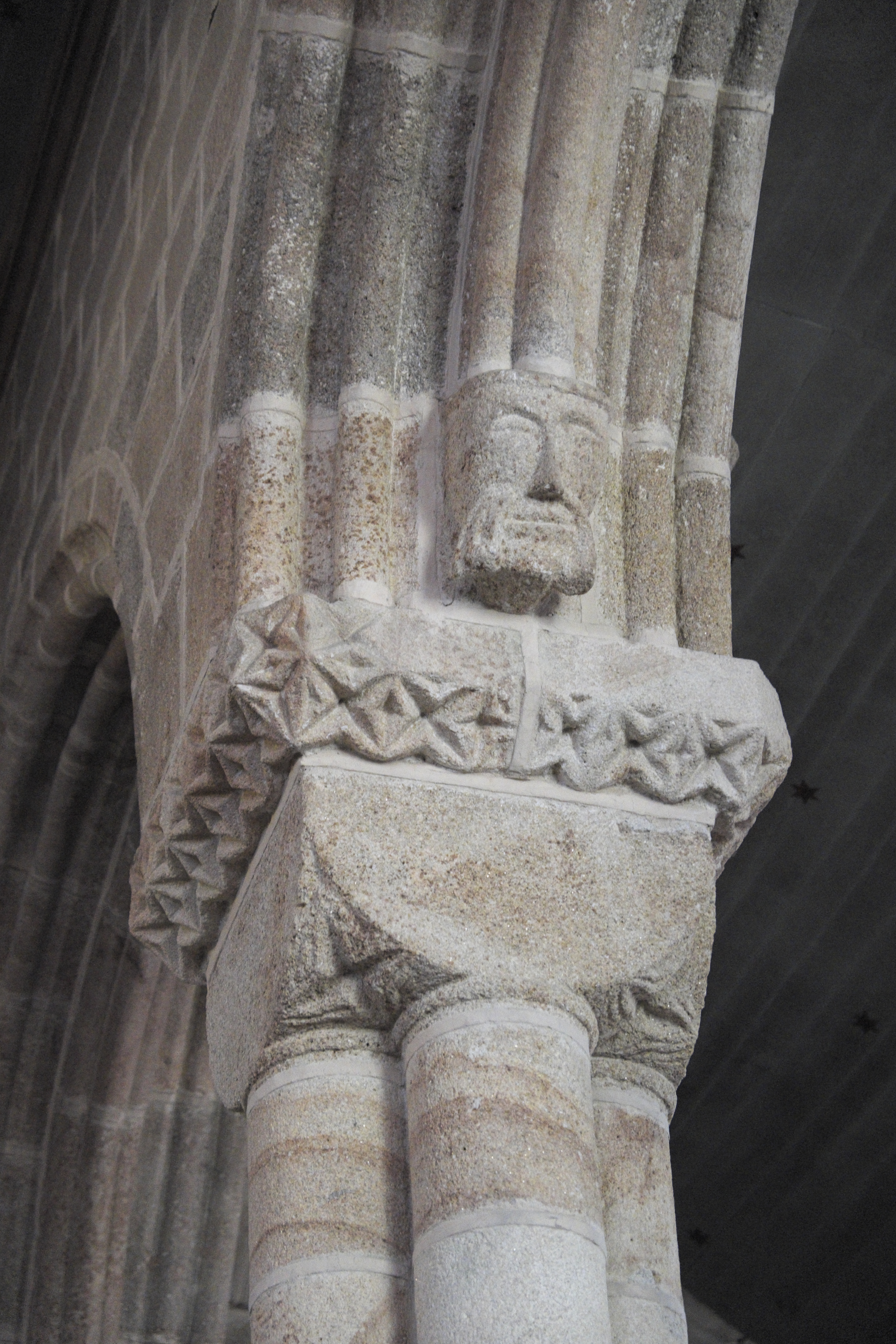
Kapitell

## Bleiglasfenster

### Renaissancefenster
- Das sechsbahnige Bleiglasfenster mit Szenen aus dem Leben Jesu enthält Darstellungen der Kindheit Jesu und der Passion. Die Scheiben stammen aus der Mitte des 16. Jahrhunderts.[3]
- Das Passionsfenster wurde aus Scheiben aus dem späten 16. Jahrhundert zusammengesetzt.

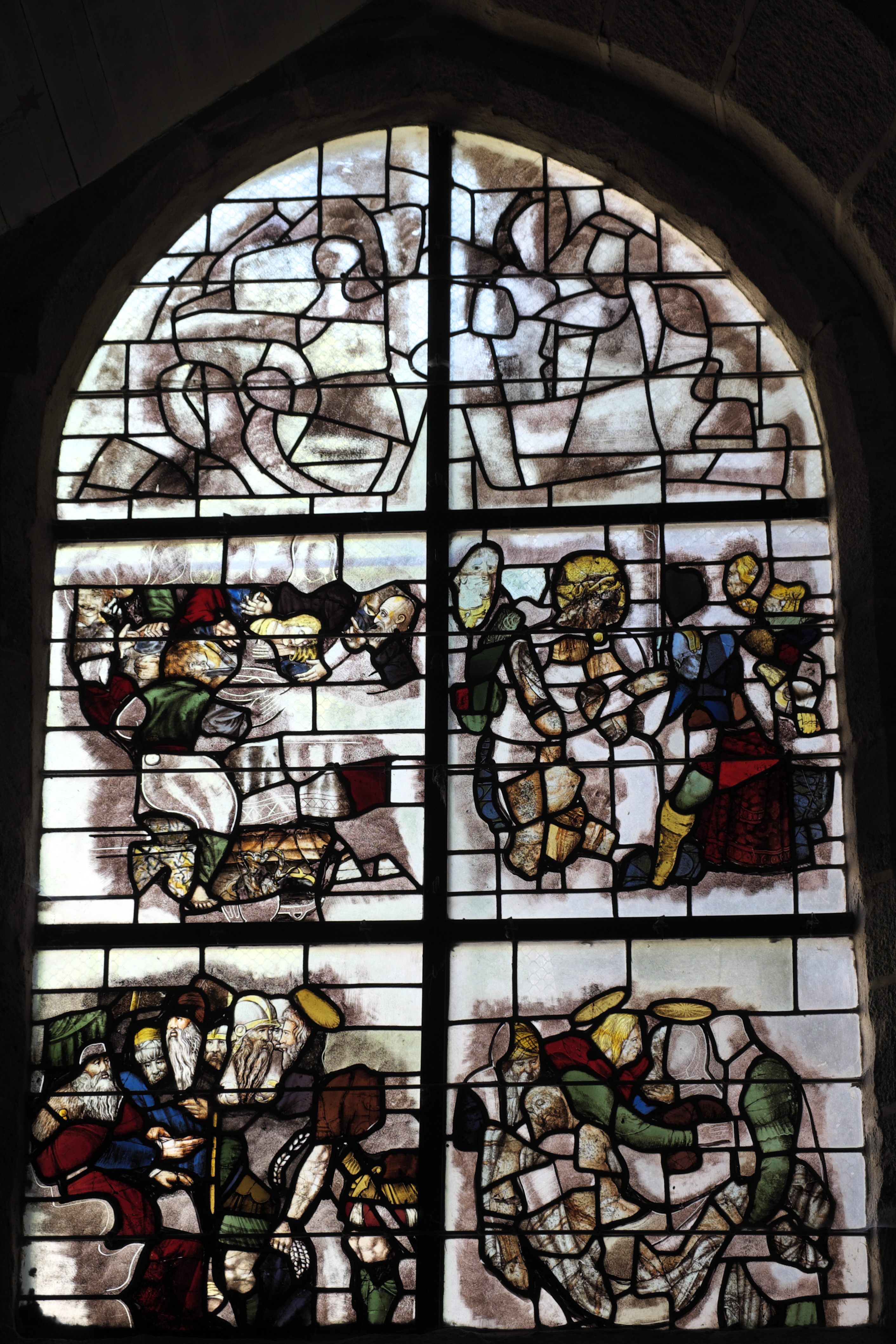
Passionsfenster
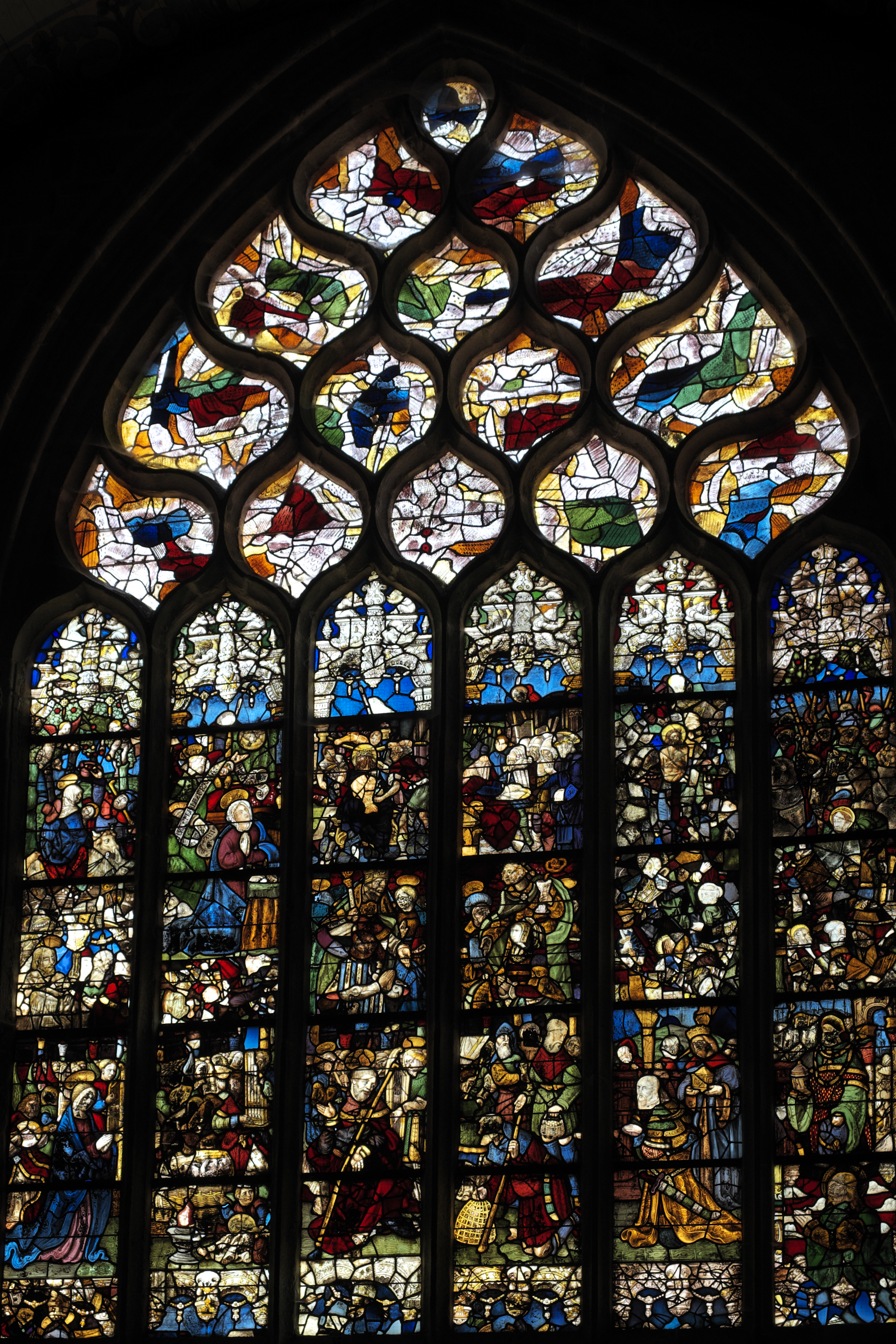
Fenster mit Szenen aus dem Leben Jesu

### Fenster aus dem 19. und 20. Jahrhundert
- Das zentrale Chorfenster mit der Darstellung der Marienkrönung wurde 1884 von Jeanne-Catherine Vesseyre in Auftrag gegeben und 1885 von der Glasmalereiwerkstatt Küchelbecker und Jacquier in Le Mans ausgeführt.
- Aus der gleichen Werkstatt stammt auch das Wurzel-Jesse-Fenster, das mit der Jahreszahl 1887 datiert ist.
- Das Apostelfenster mit der Signatur des Glasmalers Jean-Baptiste Anglade entstand um 1890. Auf den oberen Scheiben sind, in Anlehnung an das Wurzel-Jesse-Fenster, die Apostel von Weinreben umrankt dargestellt, auf den unteren Scheiben sieht man die Evangelisten mit ihren Symbolen. In der Mitte steht Jesus, hinter dessen Haupt ein Schriftband mit der Inschrift „ego sum vitis vos palmites“ (Ich bin der Weinstock, ihr seid die Reben) entrollt ist.[4]
- Weitere Fenster wurden in den Jahren 1975 bis 1977 von Jean-Jacques Grüber und Josette Mahuzier geschaffen.

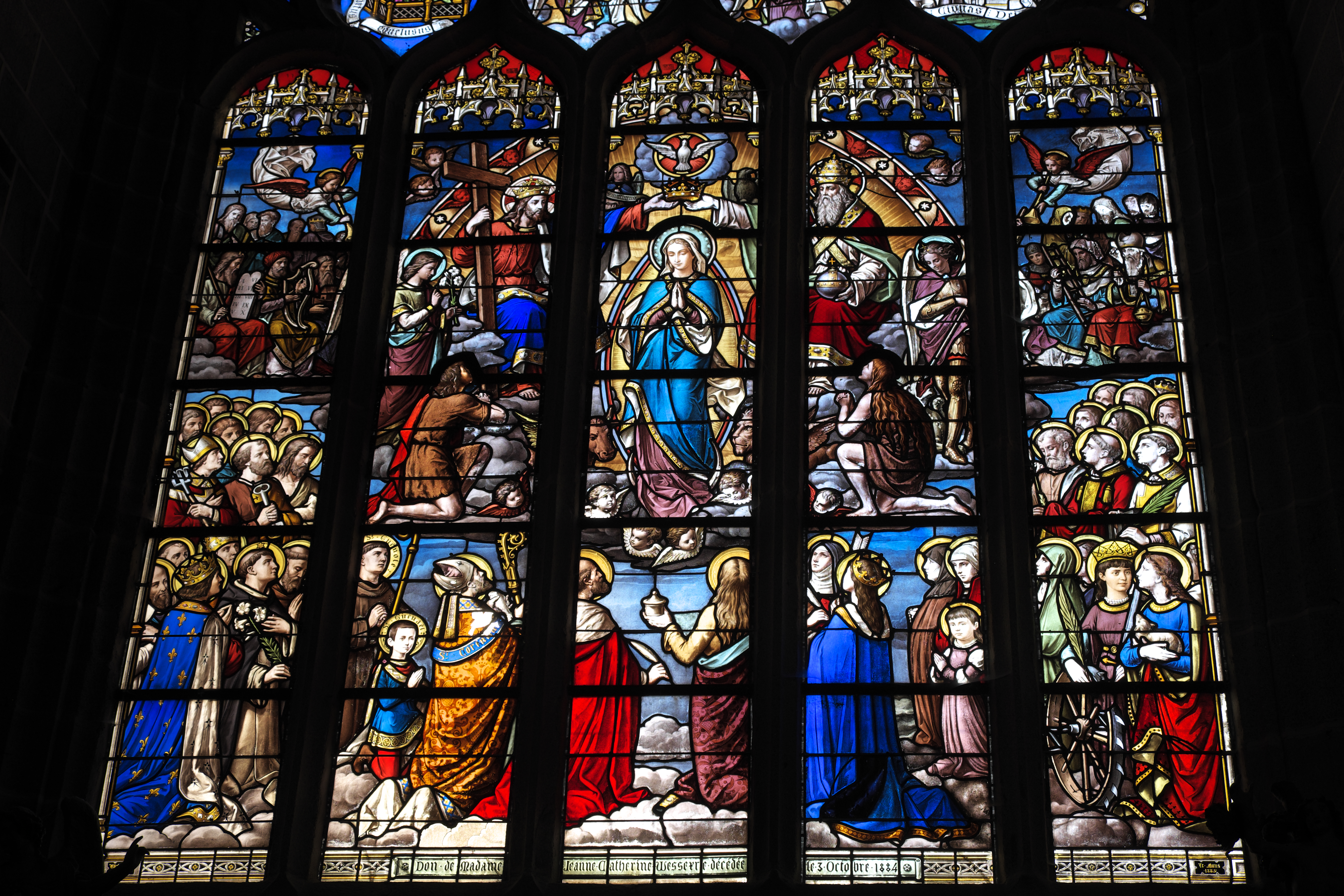
Marienkrönung
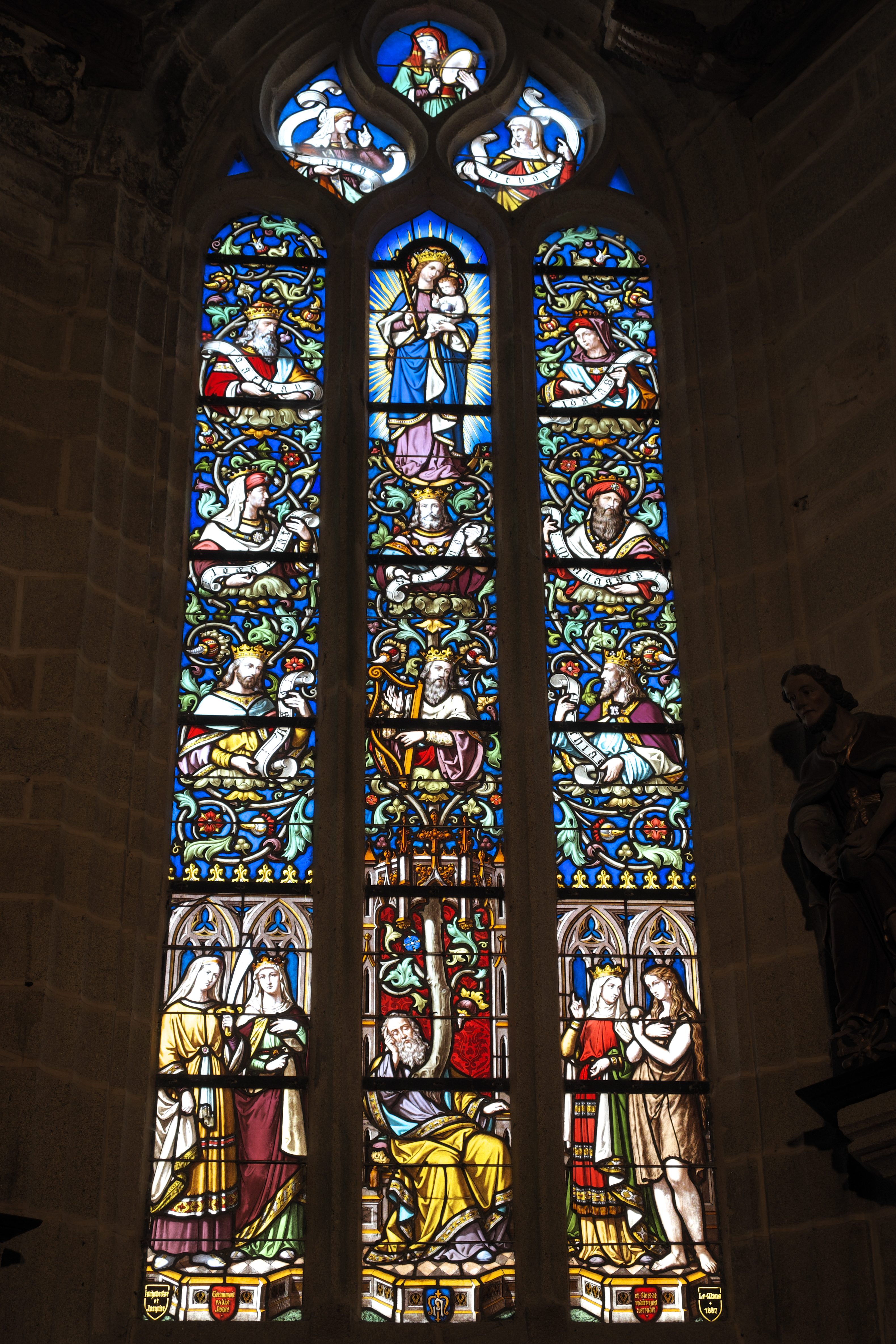
Wurzel-Jesse-Fenster
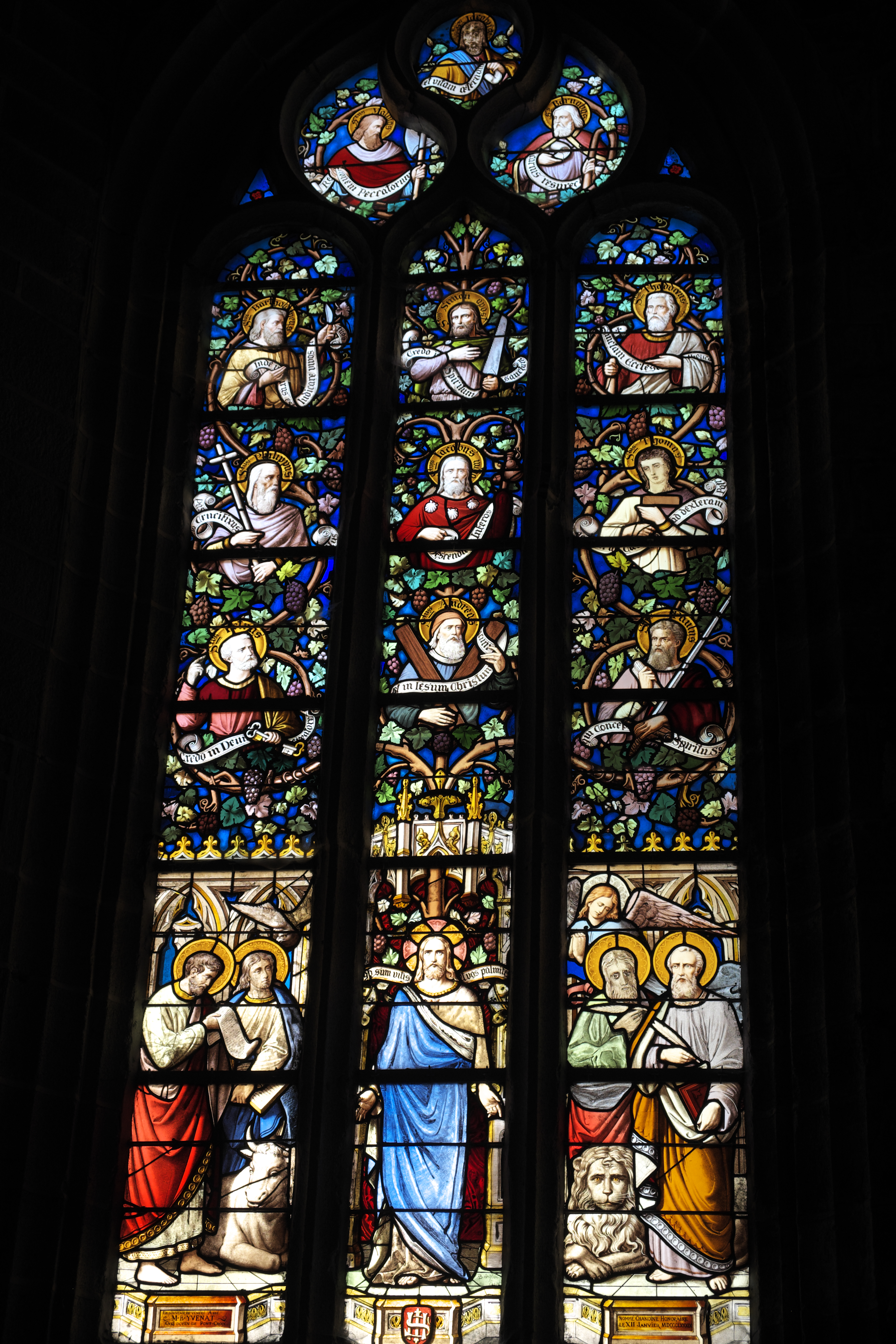
Apostelfenster

## Ausstattung
- Die Figurengruppe der Anna selbdritt aus Granit wird ins 12. Jahrhundert datiert. Sie war im alten Friedhof, der sich ursprünglich im Norden der Kirche anschloss, bei der Umbettung der Gräber wieder aufgefunden worden.
- In einer Glasvitrine ist eine aus Holz geschnitzte und farbig gefasste Skulpturengruppe ausgestellt, die das letzte Abendmahl darstellt. Die kleinen Figuren werden um 1600 datiert.[5][6]
- Die farbig gefasste Schnitzfigur des heiligen Ivo Hélory ist vermutlich eine Arbeit aus dem 17. Jahrhundert.[7]

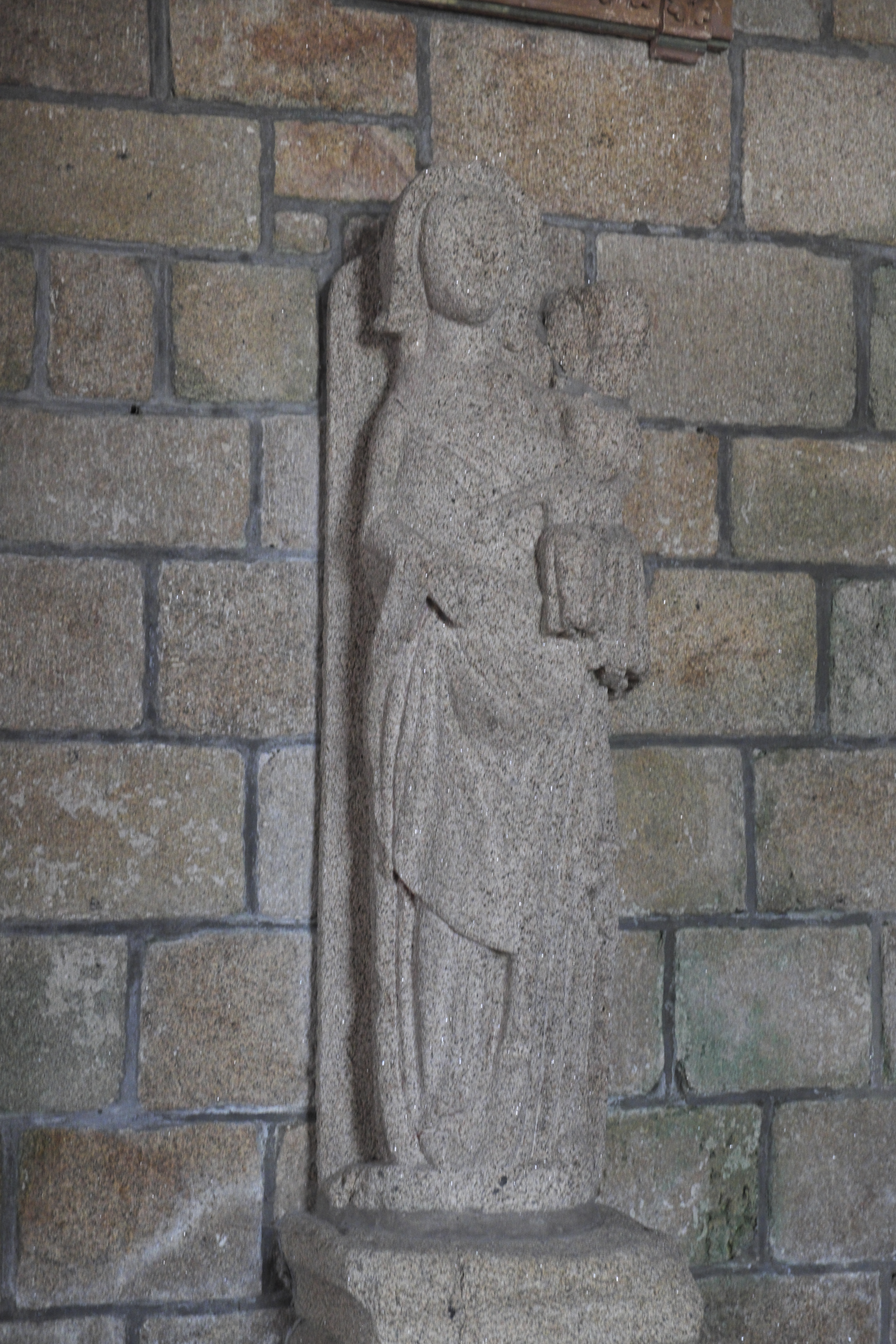
Anna selbdritt, 12. Jahrhundert
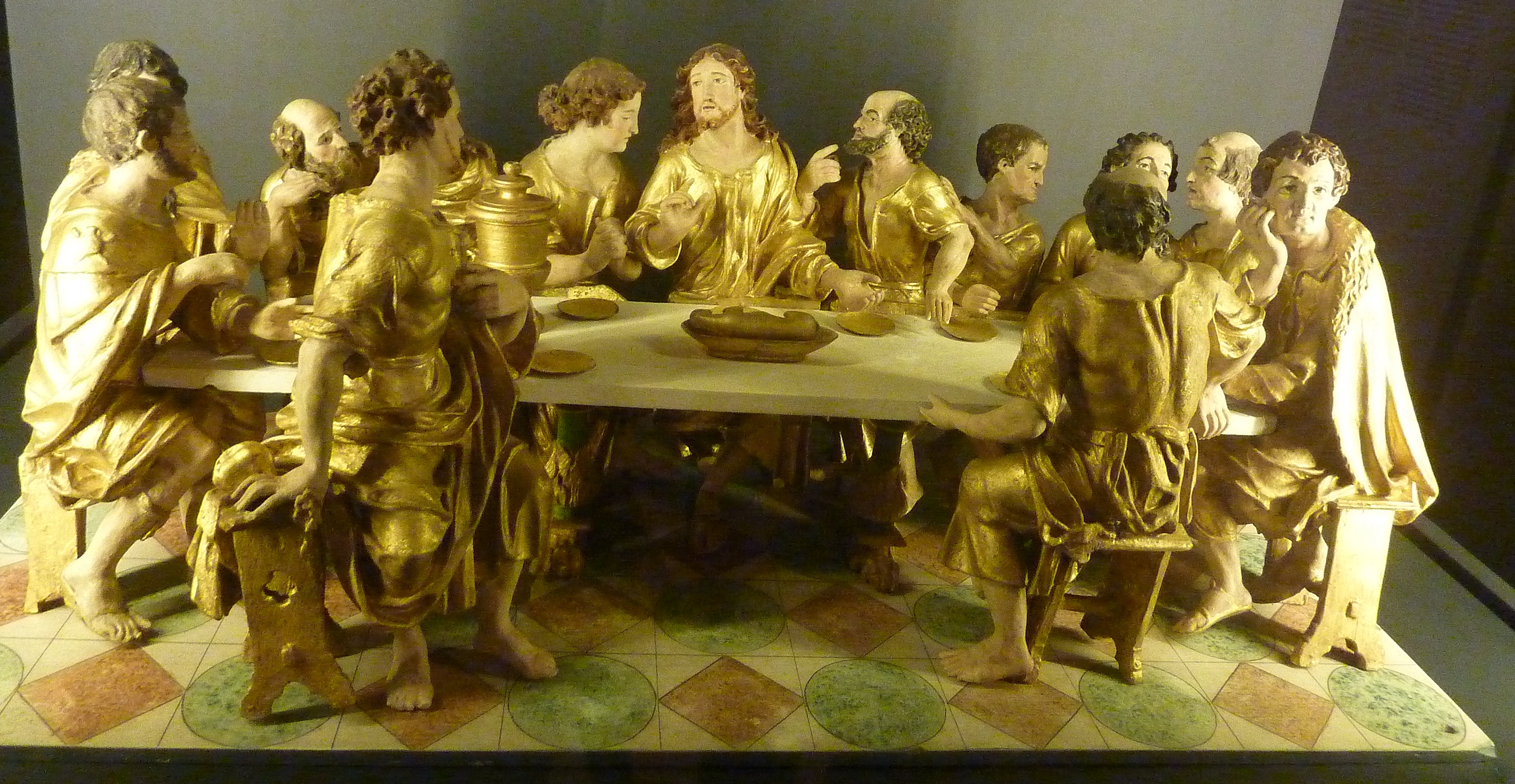
Letztes Abendmahl, um 1600
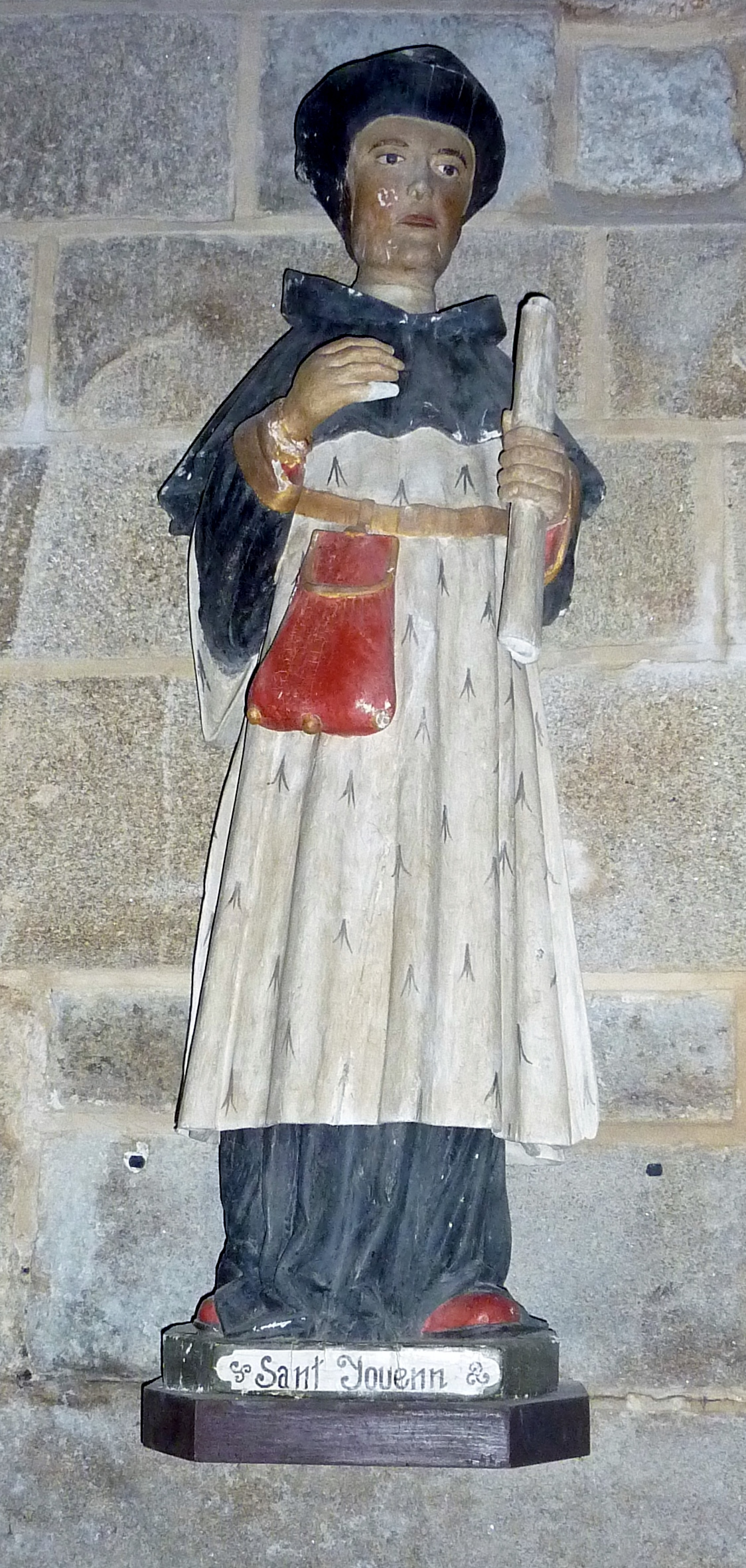
Heiliger Ivo Hélory